# Off-the-grid
Off-the-grid або off-grid (автономність) — це характеристика будівель і способу життя , спроектованих незалежно, без залежності від однієї чи кількох комунальних служб. Термін «поза мережею» традиційно означає відсутність підключення до електричної мережі, але також може включати інші комунальні послуги, як-от системи водопостачання, газу та каналізації, і може масштабуватися від житлових будинків до невеликих громад. Життя поза мережею дозволяє будівлям і людям бути самодостатніми, що є перевагою в ізольованих місцях, куди не можуть дістатися звичайні комунальні послуги, і привабливо для тих, хто хоче зменшити вплив на навколишнє середовище та вартість життя. Загалом, автономна будівля повинна бути в змозі забезпечувати себе енергією та питною водою, а також управляти їжею, відходами та стічними водами.

## Інтернет-ресурси
- An opinion piece by Brenda and Robert Vale
- The Cropthorne House — notes on design and comparison with the Vales' Southwell House
- Bad End 2 — 21st Century Hobbit Hole — precast concrete in home construction
- Off-grid.net
- Self Sufficiency Guide
- Self Sufficient Living [Архівовано 2021-04-12 у Wayback Machine.]
- GreenSpec

| Екологія | Це незавершена стаття з екології. Ви можете допомогти проєкту, виправивши або дописавши її. |